# Chiesa di Sant'Antonio Abate (Bosa)
La chiesa di Sant'Antonio abate è un edificio religioso situato a Bosa, centro abitato della Sardegna centrale. Consacrata al culto cattolico, fa parte della parrocchia dell'Immacolata, diocesi di Alghero-Bosa.
La chiesa sorge al di fuori dell'antica cinta muraria e perciò le viene attribuito l'appellativo di extra muros. Durante la dominazione aragonese era altresì nota come Sant Anton del Pont, poiché sita in prossimità del ponte sul Temo.

## Descrizione
Di stile gotico catalano, la facciata cinquecentesca è costruita completamente in trachite rossa a vista. Presenta un prospetto a capanna, coronato da archetti pensili a tutto sesto, nascenti dalle due paraste d'angolo. Sulla superficie, in asse, si apre un portale con modanatura ad arco inflesso gigliato, sormontato da un rosoncino modanato, strombato e recante nel traforo un motivo a stella a cinque punte.
Il muro perimetrale nord, per problemi di stabilità, è stato rafforzato da un robusto contrafforte a pianta quadrangolare, avanzato rispetto alla facciata e al prospetto laterale. Esso termina, sul fronte parallelo alla facciata, con un elemento timpanato, ingentilito da modanature in trachite rossa. Alla base presenta cinque filari di conci di trachite in vista; per il resto della superficie, la struttura è intonacata.
Il prospetto laterale nord è scandito da contrafforti privi di elementi decorativi.
Addossato sull'opposto versante laterale, arretrato rispetto al contrafforte, si presenta un tozzo campanile timpanato, dalla superficie intonacata e suddiviso in tre ordini per mezzo di modanature in trachite rossa. Nell'ordine più elevato – inquadrato da due pareste in trachite – si apre, con un arco a tutto sesto, la cella campanaria.
All'interno, la chiesa è composta da una sola navata voltata a crociera su robusti pilastri addossati ai muri perimetrali, che scandiscono lo spazio in quattro campate divise da archi a sesto acuto.
Il presbiterio, spostato a sinistra rispetto al baricentro della navata, è introdotto da un arcone poggiante su semicolonne dotate di capitelli con motivi vegetali e con lo stemma degli Aragona (sul lato destro) e con l'effigie di un moro bendato (sul lato sinistro).

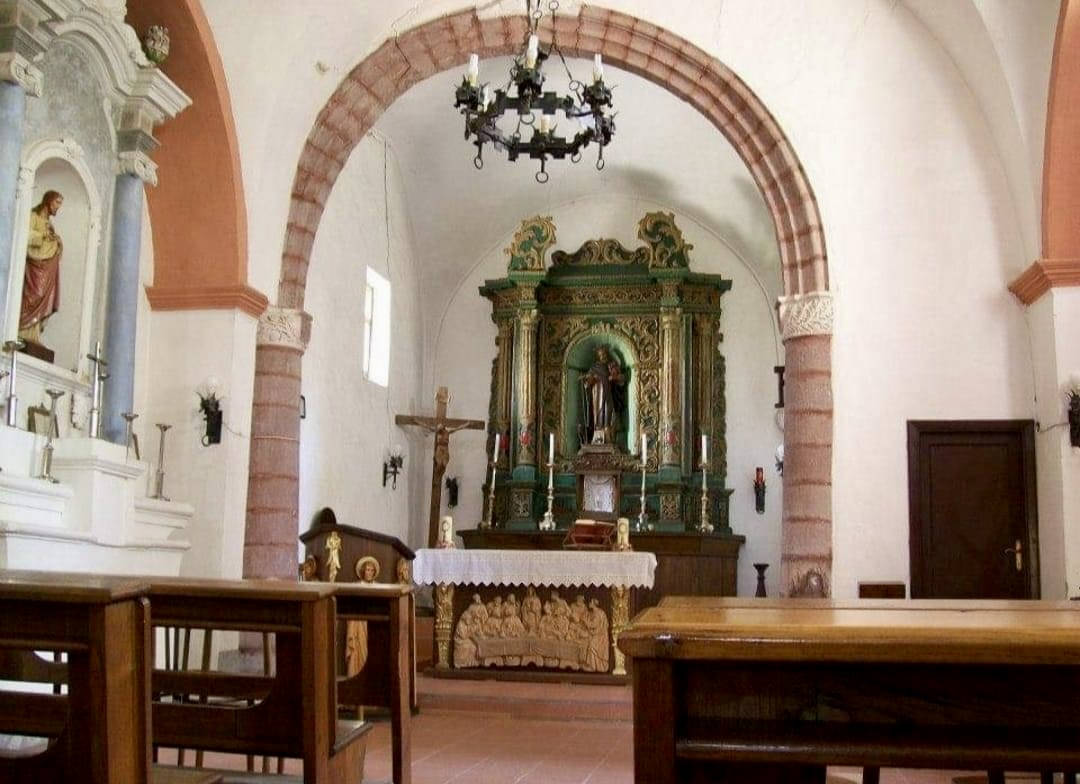
Chiesa di Sant’Antonio, interni

Vicino all'altare sono poste un'ancona lignea, intagliata e dorata con al centro la statua di sant'Antonio abate, entrambe risalenti al XVIII secolo e di bottega napoletana. Alla parete è appeso un crocefisso del XVI secolo con un Cristo gotico quattrocentesco, oramai senza braccia, ma che presenta una notevole decorazione negli intarsi.

## Storia
È probabile che in epoca bizantina o, comunque, prima dell'anno Mille esistessero, nello stesso sito dell'attuale edificio, una chiesetta e un’abbazia. Più precisamente, secondo alcuni studiosi, vi sarebbe stato un monastero fondato dai monaci basiliani, monaci ai quali si deve del resto l’affermazione del culto di Sant'Antonio in Sardegna. A questi monaci, a partire dal XII secolo, sarebbero subentrati gli ospedalieri francesi di Sant'Antonio di Vienne, che diffusero il culto del santo con le loro opere di assistenza agli infermi. Per altri studiosi, invece, sarebbero stati proprio questi ultimi ad aver edificato la chiesa, ispirandosi al modello urbanistico della città di Pisa.
Secondo un manoscritto spagnolo del Seicento, nel 1162, la chiesa e il monastero sarebbero stati restaurati per opera di un certo Faustino Longo, per garantire un maggiore comodità ai monaci che in quell'epoca vi sarebbero stati stanziati: i camaldolensi. Di tali circostanze l'anonimo autore del manoscritto sarebbe venuto a conoscenza grazie a un'antica iscrizione rinvenuta in una vigna della città. Il manoscritto è però considerato dagli studiosi come inattendibile.
In ogni caso, la frequentazione di Bosa da parte dei monaci camaldolensi è attestata nelle fonti in un documento del 30 aprile 1112. Si tratta di un atto con il quale il giudice di Torres Costantino I e la moglie Marcusa (originaria di Bosa) concedevano ai camaldolesi di stanziarsi a San Pietro, presso Scano Montiferru, dotandoli di terreni e servitù e garantendo loro il diritto di pesca nel fiume Temo, davanti alla chiesa. È possibile che agli stessi monaci sia stata assegnata, successivamente, anche l'abbazia bosana.
Durante la dominazione aragonese, i monaci dovettero lasciare l'isola a causa della crisi che colpiva i loro monasteri e per l'ostilità dei nuovi sovrani, ai quali fu invisa l’opera degli ordini monastici ritenuti connessi ai Pisani, come era il caso della congregazione camaldolese.
L'abbazia fu assegnata al Vescovo e mantenne i possedimenti fondiari (in particolare oliveti), che nel 1569 fruttavano cento denari.
Nel XVI secolo la chiesa, che nel frattempo era diroccata, fu ricostruita e il vescovo Nicolò Canelles a partire dal 1580 la concesse, insieme al monastero, ai Carmelitani. Annesso alla chiesa di Sant Anton del Pont vi era in quel tempo (1602) anche un ospedaletto.
Tuttavia, il monastero era colpito dalle continue inondazioni del fiume e, per l'eccessiva umidità, i Carmelitani lo abbandonarono. Nel 1606 fu quindi concesso loro di trasferirsi vicino alla porta di San Giovanni, presso la chiesa della Vergine del Soccorso (che abbatteranno nel 1770 per costruirvi la chiesa del Carmine con l'annesso monastero). Nel frattempo, in una supplica del 1653 si dà atto di crolli nella chiesa di Sant'Antonio e, per ripararla, venne chiesta un'elemosina in favore della Confraternita del Rosario, che si era trovata priva di sede per l'ufficiatura.
Andati via i monaci dalla chiesa di Sant'Antonio, questa passò al vescovo di Bosa, che ancora oggi conserva il titolo di “abate del monastero di Sant'Antonio”.
Negli anni Duemila, la chiesa veniva aperta al culto soltanto dall’inizio della tredicina fino al 17 gennaio, in occasione della festa di Sant'Antonio abate.
A partire dal 2016 la struttura è definitivamente chiusa in attesa di restauri, a causa dell'accrescimento di alcune fessurazioni sulla facciata e sulla volta, che ne hanno minato la stabilità.

## Feste in onore di Sant'Antonio
Secondo un’antica leggenda, quando ancora non esisteva il fuoco, a causa del freddo, la popolazione dell’isola fu stremata dalla moria del bestiame e dalla penuria del raccolto. Così Sant’Antonio Abate, con un maialino, scese negli inferi. Lucifero lo fermò, ma il maialino riuscì a infiltrarsi e fu quindi concesso al santo di entrare per recuperarlo. Sant'Antonio, entrato negli inferi, riuscì a intrappolare una scintilla nella cavità di un bastone di ferula, che donò poi agli uomini perché potessero godere del fuoco. La tradizione popolare legata alla venerazione del santo, che unisce devozione cristiana e riti pagani, ha dato luogo, in tutta la Sardegna, a particolari festività. 
A Bosa, la festa del santo è curata dall'Associazione di Sant'Antonio abate e si tiene il 17 gennaio. Il giorno della vigilia, nei pressi della chiesa, si accende un unico grande falò, che viene benedetto. 
Secondo una caratteristica usanza, i fedeli compiono tre giri in senso orario e tre giri in senso antiorario per invocare la protezione del santo contro il mal di ventre. Il giorno seguente vengono consegnate sas palzidas de drigu, forme di pane di grano benedetto durante la messa. La festività segna tradizionalmente l'inizio del carnevale bosano. 
Nell'Ottocento, il giorno della festa venivano benedetti anche i cavalli e il santo era ringraziato per la liberazione dalle epidemie scoppiate nel corso dei secoli precedenti. I fuochi, alimentati con legno d'alloro e di ulivo, evocavano i falò che venivano accesi, durante le pestilenze, per la purificazione dell'aria dai miasmi. Infine, si era soliti mangiare pan di sapa, cioè pane di farina di grano impastata con il vino cotto, in memoria del pane che i corvi avrebbero quotidianamente portato dal cielo al Santo anacoreta.

## Galleria d'immagini

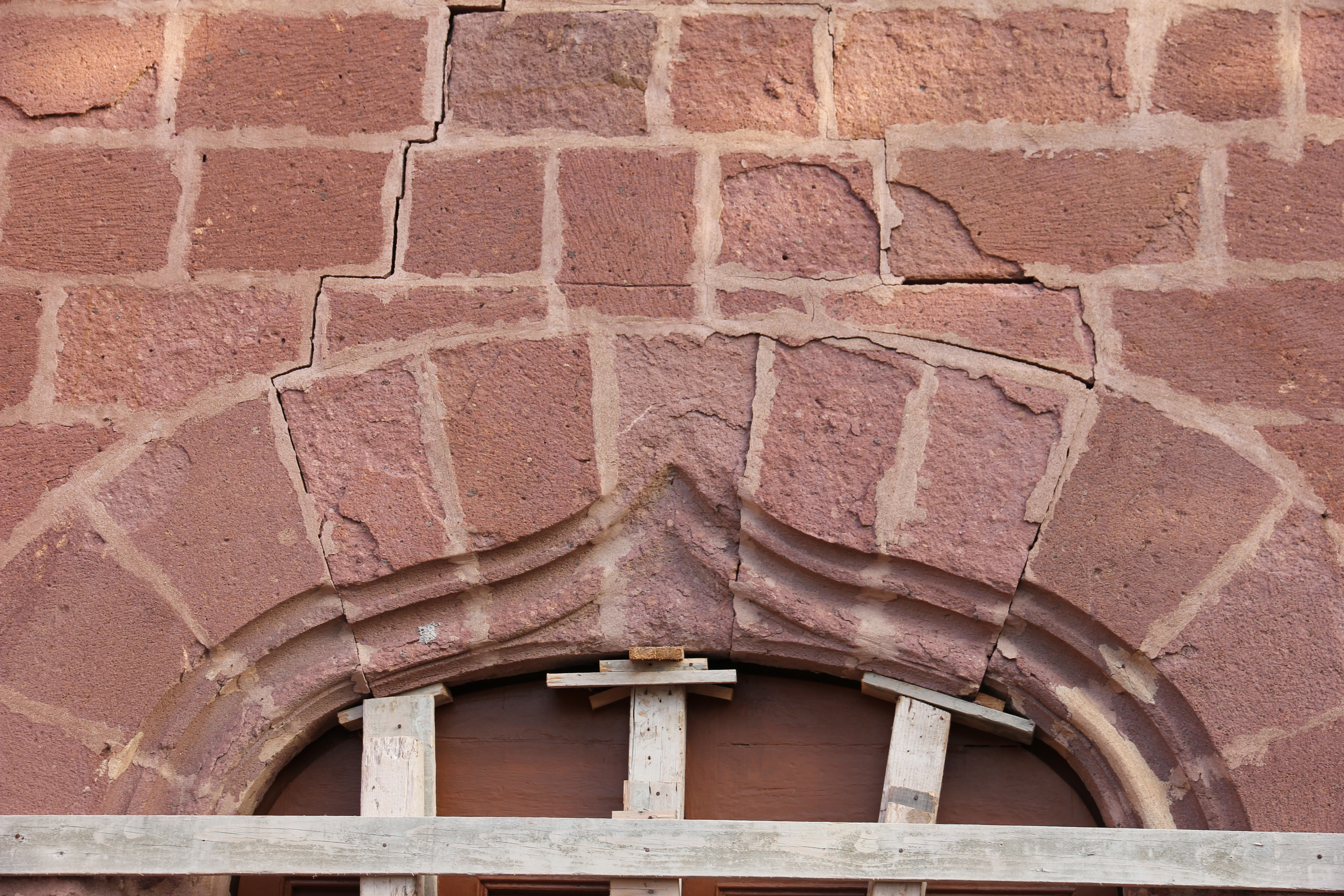
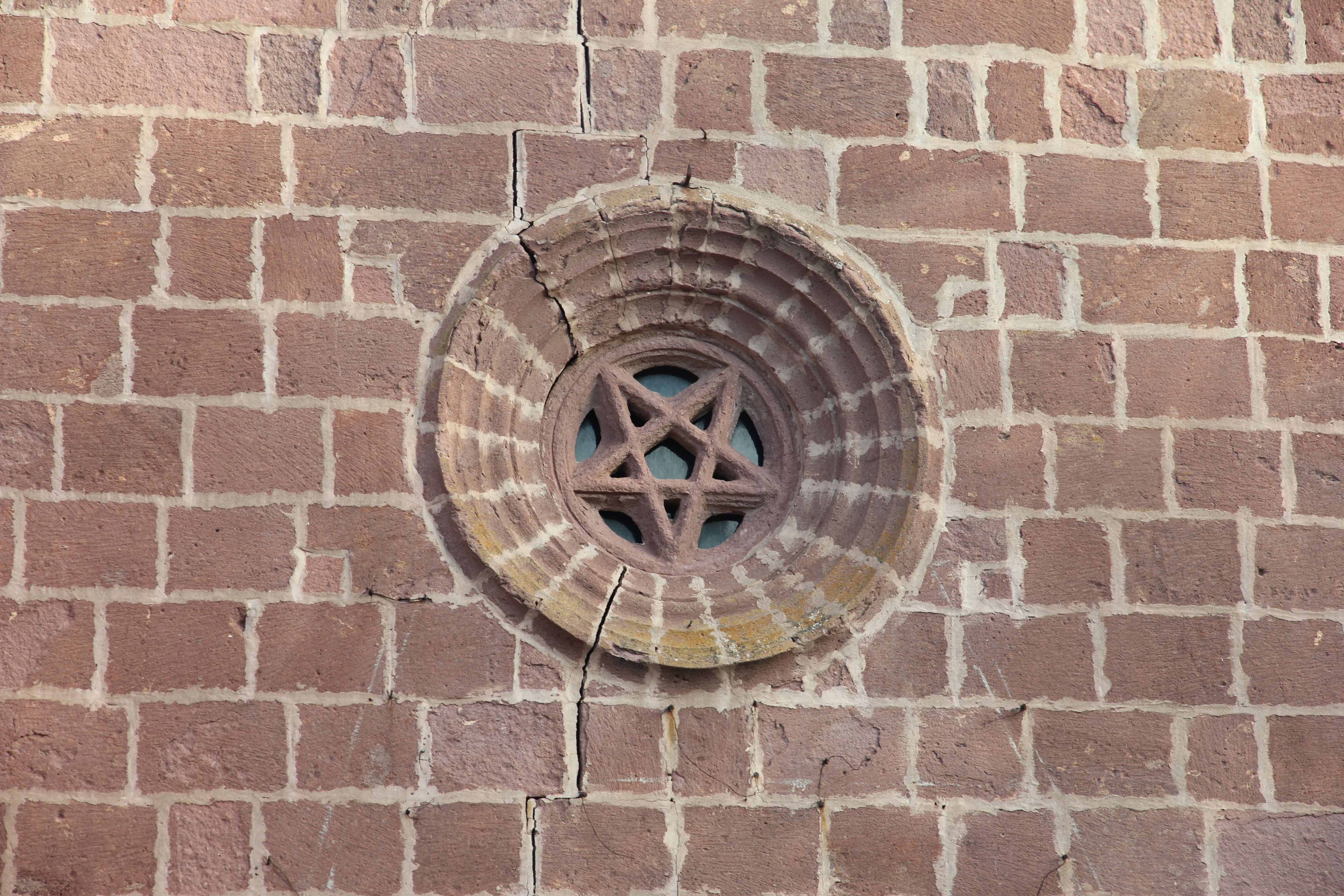
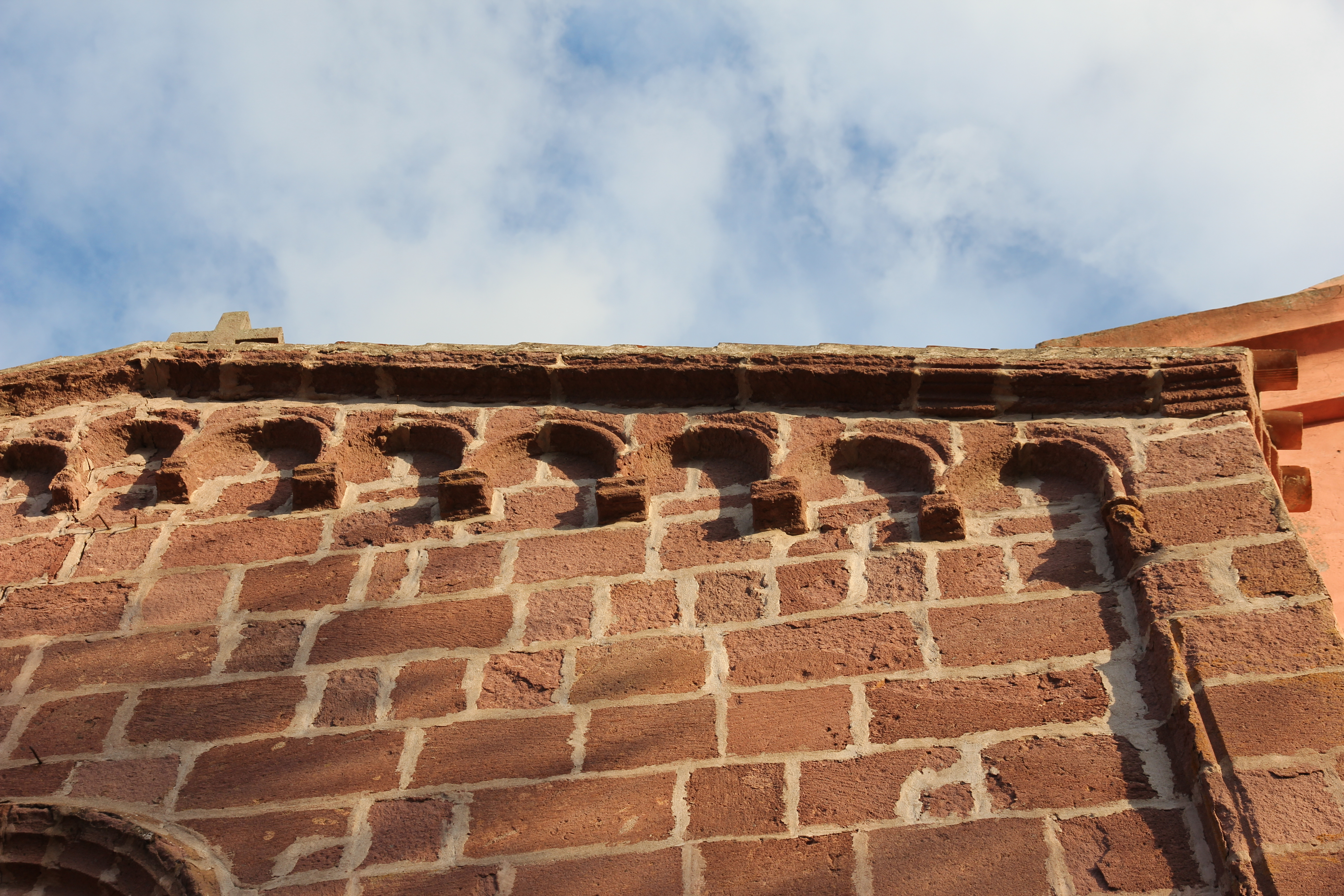